# Kremlin (Oklahoma)
Kremlin – miasto w Stanach Zjednoczonych, w stanie Oklahoma, w hrabstwie Garfield.